# دوروگینو (شهرستان اوفیمسکی، باشقیرستان)
دوروگینو (انگلیسی: Dorogino, Ufimsky District, Republic of Bashkortostan) یک شهرک در شهرستان اوفیمسکی استان باشقیرستان کشور روسیه است.